# Matt McKeon
Matthew John "Matt" McKeon (født 24. september 1974 i St. Louis, Missouri, USA) er en tidligere amerikansk fodboldspiller (midtbane). Han spillede hele sin professionelle karriere, fra 1996 til 2002, i den bedste amerikanske fodboldliga, Major League Soccer. På nær én sæson hos Colorado Rapids blev hele karrieren tilbragt hos Kansas City Wizards.
McKeon spillede desuden to kampe for USA's landshold. Begge de to kampe blev spillet under Confederations Cup 1999 i Mexico, hvor han var med til at vinde bronze med amerikanerne. Han var også en del af det amerikanske OL-landshold under OL i 1996 i Atlanta.